# Ostasieninstitut (Ludwigshafen)

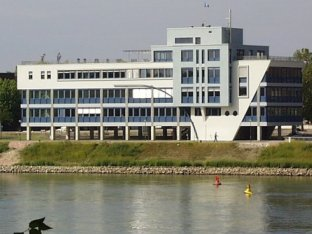
L'Institut pour l'Extrême-Orient

L'Institut pour l'Extrême-Orient (OAI) est une filière de l'université de Ludwigshafen et a pour spécialité l'économie de la Corée, Japon et de la Chine.

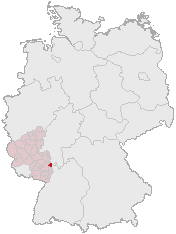
Ludwigshafen en Rhénanie-Palatinat

Cet institut a été fondé en 1988 par le sinologue Siegfried Englert sous le nom « Marketing pour l'Extrême-Orient », puis a été élargi sur l'étude du Japon par le japonologue Peter Wetzler.

## Nom
Allemand: Ostasieninstitut
Anglais: East Asia Institute
Français: Institut pour l'Asie de l'est
Chinois: 东亚学院
Japonais: 東アジアセンター

## Études
À la fin de leurs études, les 180 étudiants de l'institut reçoivent un diplôme économique (diplôme universitaire).
Début 2005, les programmes « bachelor » et « maîtrise » seront mis en place. au cours de leurs études, les étudiants doivent effectuer un séjour d'un minimum de 6 mois en Chine ou au Japon, pour approfondir leur connaissance de la langue et de la culture.
Les chargés de cours de l'institut ne se consacrent pas seulement à l'enseignement mais également à la consultation pour entreprises, organisations, instituts et particuliers.
Les membres de l'institut ont aussi participé à la construction de la maison de thé chinoise située dans le parc Luisen à Mannheim.
De plus, l'institut, situé dans la région de Rhénanie-Palatinat (Rheinland-Pfalz), bénéficie d'un partenariat avec la province chinoise de Fujian et la préfecture japonaise d'Iwate.

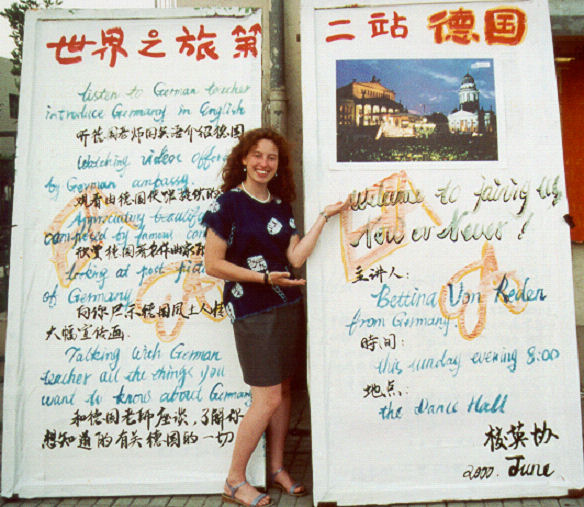
en Chine
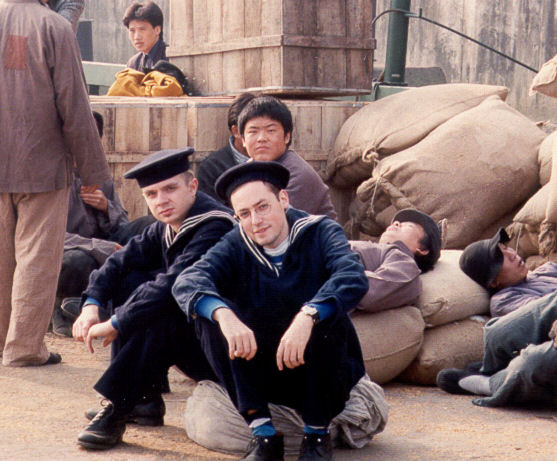
en Chine
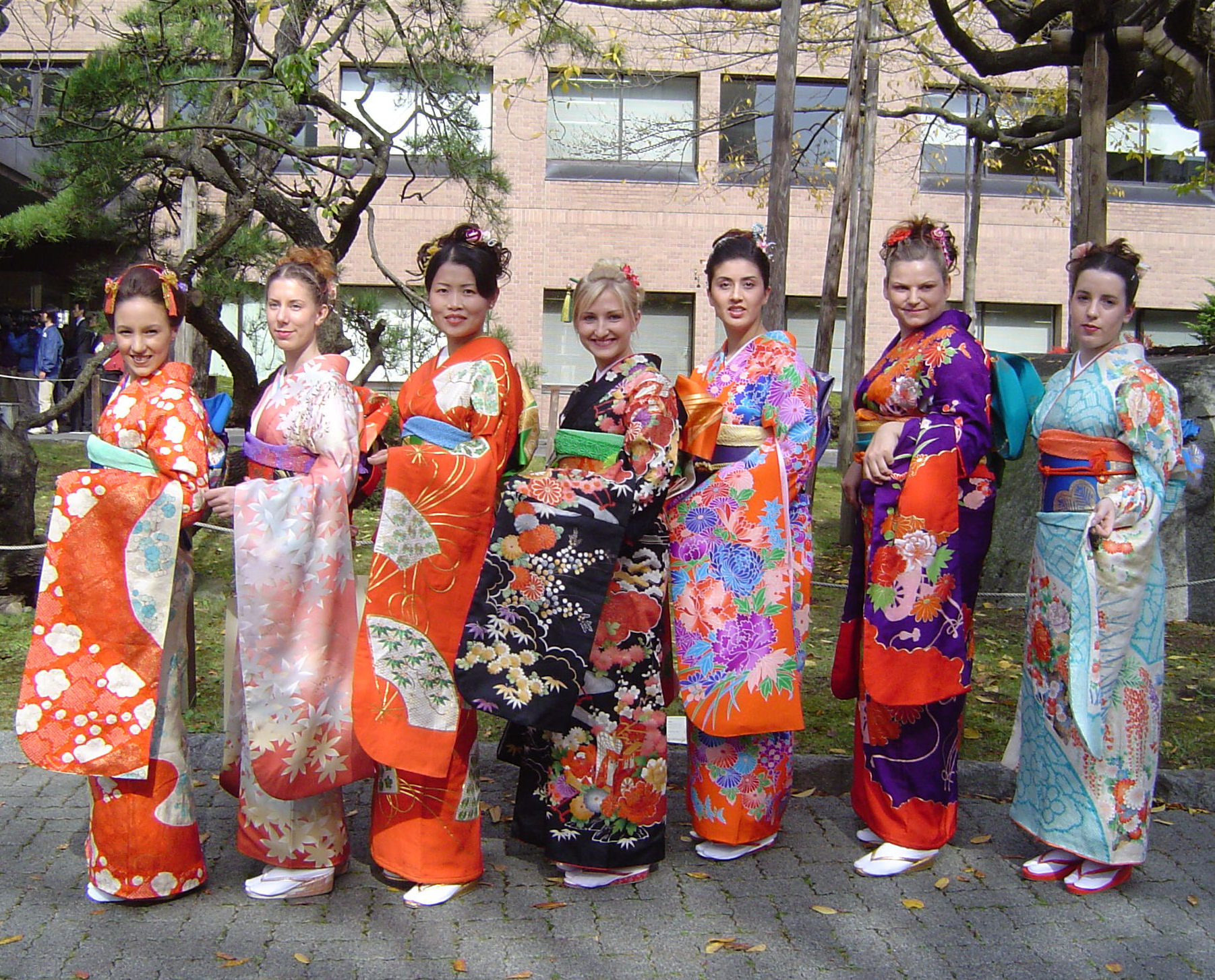
au Japon
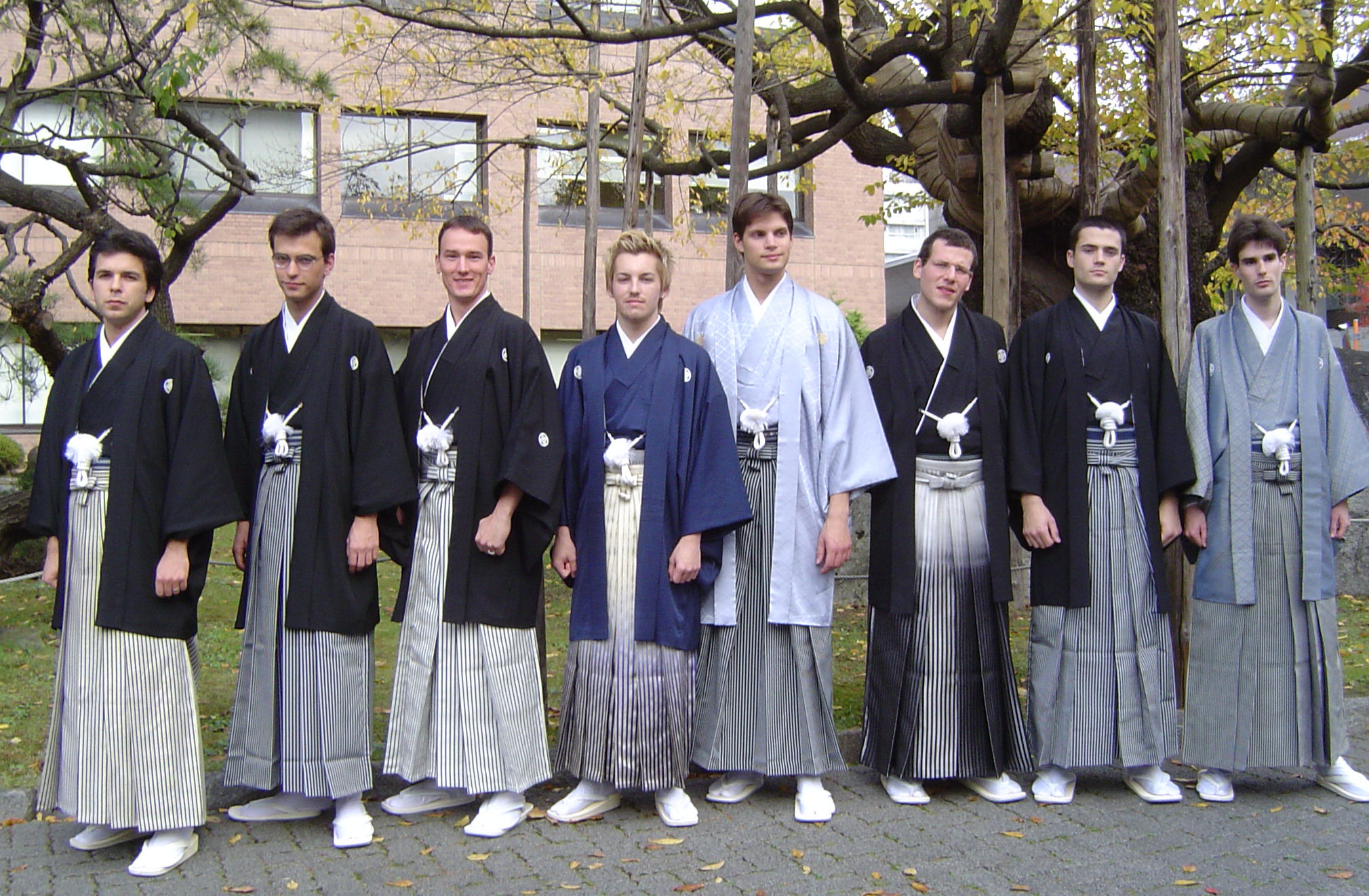
au Japon

## Historique
1988: Fondation de « marketing pour l'Extrême-Orient », comme filière de l'université de Ludwigshafen dans la région Rhénanie-Palatinat.
1995: Acquisition de toute la collection de Emil Helfferich-Sammlung à Neustadt, rue du vin.
1997: Nouvelle construction de l'Institut pour l'Extrême-Orient à Rheinufer.
1997: Visite du président fédéral Roman Herzog.
2000: Visite du président fédéral Johannes Rau.
2001: Réouverture de la collection de Emil Helfferich-Sammlung à l'intérieur de l'institut
 2004: Changement du programme actuel en programme Bachelor et Maîtrise.

## Les neuf dragons

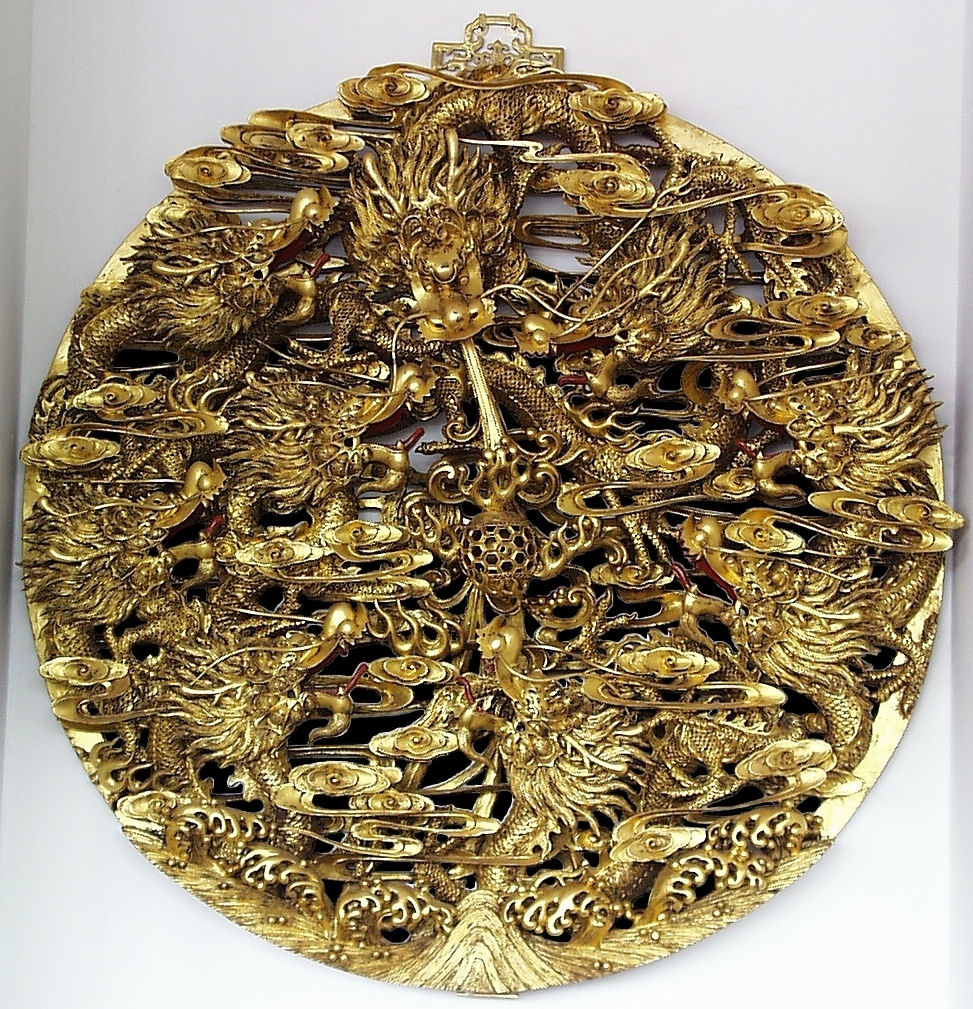
neuf dragons

Dans la bibliothèque de l'institut, est accrochée une sculpture en bois, peinte en or et d'environ 120 centimètres, qui en dit long sur la culture chinoise.
Elle montre neuf dragons.
"Neuf dragons" se dit en chinois « jiulang » 九龙 et en cantonais « kaulun » 九龍. Kowloon est la plus grande presqu'île au nord de l'île de Hong Kong 香港. Le nom de cette sculpture vient du dernier empereur de la dynastie Song du Sud, qui en fuite, est arrivé dans une contrée qui est Hong Kong aujourd'hui.
Il se tint debout en haut d'une grande montagne et dit à son mandarin : « Je vois huit dragons ». Il faisait allusion aux huit montagnes de Hong Kong.
Un de ses mandarins dit alors : « Je vois neuf dragons ». Le neuvième était l'empereur, qui se tenait devant lui, car le symbole des empereurs en Chine était le dragon. Le dragon est un symbole positif en Asie de l'Est: il ne mange aucune vierge et protège les hommes des inondations et sécheresse.
Dans l'art décoratif, le dragon a toujours été un sujet populaire. Cela nous renvoie à une vieille histoire de Han Fei Zi : « un étranger peignait pour le prince de Qi. Un jour, le prince lui demanda: »Qu'est-ce qui est le plus difficile à peindre?",l'étranger répondit: « le chien et le cheval ». « Et qu'est-ce qui est le plus facile? », demanda le prince. « L'esprit et le démon » répondit l'étranger. « Car on voit le chien et le cheval du matin jusqu'au soir. Donc ils sont difficiles à peindre. Par contre, nous n'avons aucune image corporelle de l'esprit et du démon, personne ne peut les voir..c'est pour cela qu'ils sont plus facile à peindre ». 
Le dragon est le seul animal imaginaire de l'astrologie chinoise. il est composé de neuf animaux.
Neuf est un chiffre symbolique:celui des empereurs. Le dictionnaire Zhongwen Da Cidian donne l'explication suivante pour le mot long龍 :
- la corne du cerf
- la bouche du chameau
- les yeux du démon
- le cou du serpent
- le ventre en forme de coquillage
- les écailles du poisson
- les griffes de l'aigle
- les pattes du tigre
- les oreilles du bœuf

L'historien et écrivain Wen Yiduo a soutenu la thèse que le dragon était l'assemblage de différents totems des premiers temps chinois. Un peuple avait comme totem le serpent. Après la victoire sur un autre peuple, qui avait pour totem un quadripède, le serpent a eu quatre pattes lors d'un nouvel totem pour ne pas humilier l'ancien ennemi. Et ainsi de suite, jusqu'à ce que le dragon ait sa forme actuelle aujourd'hui.
Dans la dynastie Han, les dragons et empereurs étaient identiques. L'habit de l'empereur s'appelait « la robe du dragon », la montée au trône se nommait « le vol du dragon ».
C'était le symbole de la puissance et de l'autorité- craint et vénéré.
Un dragon sur fond en or (l'or était la couleur de l'empereur) orna donc le premier drapeau de la Chine.